# DPP10
DPP10‏ (Dipeptidyl peptidase like 10) هوَ بروتين يُشَفر بواسطة جين DPP10 في الإنسان.DPP10 (اختصارًا لـ Dipeptidyl Peptidase-Like Protein 10) هو بروتين يُشفَّر بواسطة الجين DPP10 في البشر. ينتمي هذا البروتين إلى عائلة البروتياز السيرينية S9B، ولكنه يفتقر إلى النشاط الأنزيمي بسبب غياب بقايا السيرين المحفوظة في الموقع التحفيزي. بدلاً من ذلك، يتفاعل DPP10 مع قنوات البوتاسيوم ذات الجهد الكهربائي، مثل KCND2، مما يؤثر على تعبيرها وخصائصها الفيزيولوجية.

## الوظيفة
على الرغم من عدم امتلاكه لنشاط إنزيمي، يلعب DPP10 دورًا مهمًا في تنظيم قنوات البوتاسيوم من نوع Kv4. من خلال التفاعل مع هذه القنوات، يعزز DPP10 من تعبيرها على سطح الخلية ويعدل من خصائصها الكهربائية، مما يؤثر على نشاط الخلايا العصبية.

## الأهمية السريرية
تم ربط طفرات في جين DPP10 ببعض الحالات المرضية، بما في ذلك الربو واضطرابات طيف التوحد. أظهرت دراسات وجود طفرات نادرة في هذا الجين لدى بعض الأفراد المصابين بالتوحد، مما يشير إلى دوره المحتمل في هذه الاضطرابات.